# Хонда, Соитиро
Соитиро Хонда (яп. 本田宗一郎 Хонда Со:итиро; 17 ноября 1906, Хамамацу, Сидзуока, Японская империя — 5 августа 1991, Токио, Япония) — японский предприниматель, основатель компании Honda Motor Co., Ltd.

## Биография
Соитиро Хонда родился в ноябре 1906 года в доме бедного деревенского кузнеца.
После окончания средней школы в 1922 году в 15-летнем возрасте покинул родительский дом, чтобы работать автомехаником в Токио. Но вначале ему пришлось заниматься уборкой в мастерской. Ситуация изменилась после опустошительного Токийского землетрясения 1923 года, когда большинство механиков занялись восстановлением своих домов, а в гараже не хватало рабочих рук.
Только тогда неопытный ещё Хонда получил возможность заниматься тем, о чём всегда мечтал, а именно: ремонтировать машины. В 1928 году он получил первый из своих 150 патентов за идею заменить деревянные спицы автомобильного колеса на металлические.
В том же году он вернулся в родной город Хамамацу, чтобы основать здесь филиал токийского работодателя. С этого момента начинается его возвышение в бизнесе, однако основной камень в фундамент крупнейшего в мире производителя мотоциклов был заложен в послевоенные годы, когда в разбомбленной Японии самым дефицитным товаром оказалась мобильность.
Путь к марке Honda был прост: механик-самоучка устанавливал на обычные велосипеды маломощные моторы, применявшиеся во время войны на бензиновых электростанциях.
В 1948 году начал заниматься производством мотоциклов и двигателей как президент компании Honda Motor Corporation, ставшей ведущим производителем мотоциклов в мире.
В 1960-х годах, вопреки встречному ветру из министерства промышленности, Хонда занялся выпуском автомобилей.
Его первые модели — спортивный автомобиль S500 и пикап T360, однако лишь через десять лет после их появления, в 1973 году, появляется модель Honda Civic, завоевавшая большую популярность в мире из-за нефтяного кризиса 1970-х годов.
Но за всемирным успехом своего предприятия, особенно в США, Хонда наблюдал уже со стороны. В необычно молодом для японских руководителей возрасте — 67 лет — Хонда в 1973 году отошёл от руководства концерном, всего же проработал в нём до 1983 года. После ухода из Honda он был избран вице-президентом Токийской торговой палаты и Ассоциации японских автопроизводителей. Также он основал две некоммерческие организации: Фонд Хонда (Honda Foundation) и Международную ассоциацию безопасности дорожного движения (International Association of Traffic and Safety Sciences).
После сезона 1990 года Формулы-1 от Международной федерации автоспорта (FISA) получил золотую медаль, за выдающийся вклад в развитие автомобильных гонок. Стал только третьим из автопромышленников, связанных с Ф-1, после Энцо Феррари и Фердинанда Порше-младшего, кто удостоился этой награды.
Умер Соитиро Хонда в 1991 году от болезни почек.

## Истории из жизни Хонды
- Об одном детском переживании Хонда любил вспоминать всю жизнь.

Это была его первая встреча с автомобилем и с каким-либо двигателем.
Увидев в своей деревне машину, он побежал за ней что было сил.
Когда она завернула в узкую деревенскую улочку, то остановилась, и на землю упало несколько капель масла.
Мальчик опустился на колени и принялся его самозабвенно нюхать — даже когда машина давно исчезла из виду.
После этого взял промасленный песок пальцами и натер им ладони и руки: странный запах показался ему лучшим из всех, с которыми приходилось сталкиваться до этого.
- Став главой уважаемого концерна, часто носил красную рубашку и появлялся на заседаниях правления в обычной куртке.

Хонда считал, что никого не следует оценивать по внешнему виду. Это было особенно актуально для Японии, где белая рубашка и чёрный костюм — обязательная форма одежды деловых людей.
- Однажды чуть не сорвалось вручение ему императорской награды, потому что Хонда вознамерился ехать на церемонию в простом рабочем кителе, а не во фраке, как того требовал протокол[источник не указан 1719 дней].
- Свои знания Хонда, так и не окончивший высшего учебного заведения, получал не из книг — его университетами были станок и рабочее место. Ещё меньше он уважал всемогущее японское министерство промышленности и торговли, которое ставило ему палки в колеса, поскольку создание данного автомобильного концерна не вписывалось в планы тогдашней промышленной политики. Неудивительно, что отношения между вольнодумцем в рубашке с закатанными рукавами и сливками политической и экономической элиты Японии оставались напряжёнными до конца его жизни[источник не указан 1719 дней].